# 344.ª Divisão de Infantaria (Alemanha)
A 344ª Divisão de Infantaria (em alemão:344. Infanterie-Division) foi uma unidade militar que serviu no Exército alemão durante a Segunda Guerra Mundial.

## Comandantes
| Comandante                            | Data                                            |
| ------------------------------------- | ----------------------------------------------- |
| General der Infanterie Felix Schwalbe | 27 de setembro de 1942 - 30 de setembro de 1944 |
| Generalmajor Luftwaffe Erich Walther  | 30 de setembro de 1944                          |
| Generalmajor Rudolf Goltzsch          | 30 de setembro de 1944 - 16 de outubro de 1944  |
| Generalmajor Georg Koßmala            | 16 de outubro de 1944 - 28 de fevereiro de 1945 |
| Generalmajor Rolf Scherenberg         | 28 de fevereiro de 1945 - 2 de março de 1945    |
| Generalleutnant Erwin Jolaße          | 2 de março de 1945 - 8 de maio de 1945          |

## Área de operações
| França & Países Baixos | setembro de 1942 - outubro de 1944 Alemanha e Berlim | outubro de 1944 - maio de 1945 |